# كيلوبايت
الكيلوبايت KB كلمة تتكون من مقطعين «كيلو» وتعني ألف 1024 وبايت، الكيلوبايت هي وحدة قياس لسعة التخزين في الكمبيوتر
سعة الكيلوبايت:
- علميًا يُساوي 103 يساوي 1000 بايت
- بيناريًا يساوي 210 يساوي 1024 بايت.[2][3][4]
- عدد المعلومات المختلفة في 1 كيلوبايت متكونة من 928 رقم